# (13777) Cielobuio
(13777) Cielobuio  es un asteroide perteneciente al cinturón de asteroides, descubierto el 20 de octubre de 1998 por Marco Cavagna y Augusto Testa desde el Observatorio Astronómico Sormano, en Italia.

## Designación y nombre
Cielobuio se designó inicialmente como 1998 UV6.
Más adelante fue nombrado en honor a CieloBuio  ("CieloOscuro" en italiano), organización que propugna reducir la contaminación lumínica.

## Características orbitales
Cielobuio orbita a una distancia media del Sol de 2,9410 ua, pudiendo acercarse hasta 2,6768 ua y alejarse hasta 3,2052 ua. Tiene una excentricidad de 0,0898 y una inclinación orbital de 1,0914° grados. Emplea en completar una órbita alrededor del Sol 1842 días.

## Características físicas
Su magnitud absoluta es 14,2. Tiene 4,687 km de diámetro. Su albedo se estima en 0,202.